# Henri Junghänel
Henri Junghänel, född 5 februari 1988 i Leipzig, är en tysk sportskytt.
Junghänel blev olympisk guldmedaljör i gevär vid sommarspelen 2016 i Rio de Janeiro.